# والتر گرایلینگ
والتر گرایلینگ (به آلمانی: Walter Greiling)؛ (زاده ۵ سپتامبر ۱۹۰۰- درگذشته ۱۹۸۶ نوی-ایزنبورگ) یک دانشمند شیمی‌دان و آینده‌پژوه اهل آلمان بود. او گاهی از نام مستعار والت گری (به انگلیسی: Walt Grey) استفاده می‌کرد.